# Bjørn Stenersen
Bjørn Martin Stenersen (9 de fevereiro de 1970 — 16 de setembro de 1998) foi um ciclista norueguês que, em 1990, venceu o Campeonato da Noruega de Ciclismo em Estrada. Nos Jogos Olímpicos de Verão de 1992 em Barcelona, competiu representando a Noruega na prova de estrada (individual e por equipes).